# Semiothisa albapicaria
Semiothisa albapicaria fue una división taxonómica para una especie de polilla perteneciente a la familia Geometridae, descrita por el zoólogo estadounidense William Jacob Holland en 1900. El nombre fue borrado del Global Biodiversity Information Facility en noviembre de 2022. En algunas bases de datos es puesta como sinonimia de Macaria albapicaria.